# Kleopatra I.

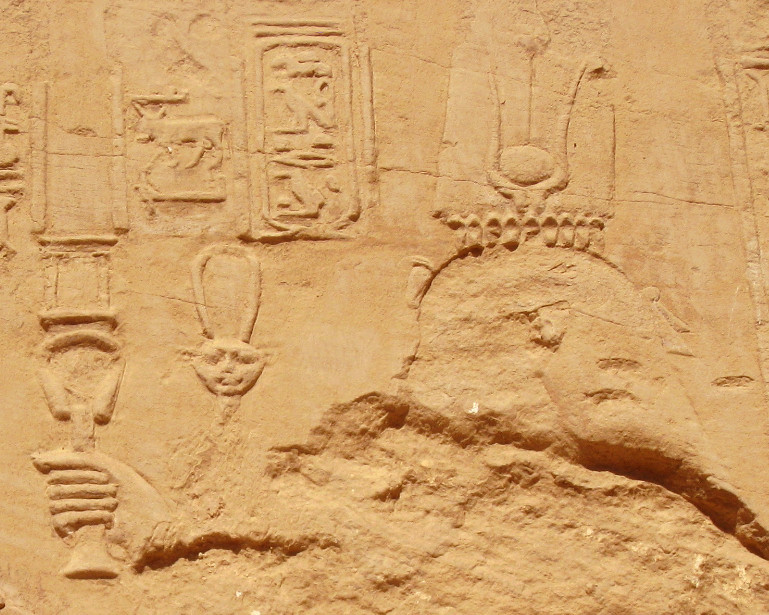
Darstellung von Kleopatra I. in El-Kab

Kleopatra I. (altgriechisch Κλεοπάτρα Kleopátra; * um 204 v. Chr.; † April oder Mai 176 v. Chr.) war eine Königin von Ägypten. Sie war eine Tochter des Seleukidenkönigs Antiochos III. und der Laodike und heiratete 193 v. Chr. Ptolemaios V. aus der Dynastie der Ptolemäer.

## Heiratsverhandlungen
Nachdem Antiochos III. seit 197 v. Chr. erfolgreiche Eroberungen ptolemäischer Städte in Kleinasien gemacht hatte, vertraten römische Gesandte bei ihren Verhandlungen mit dem Seleukidenherrscher zu Lysimacheia (Sommer 196 v. Chr.) die ägyptischen Interessen. Doch Antiochos III. gab an, sich mit den Ptolemäern aussöhnen und daher seine Tochter Kleopatra I. mit Ptolemaios V. verheiraten zu wollen. Zunächst feierte dieses Paar auch im nächsten Jahr (195 v. Chr.) seine Verlobung. Dies war ein offensichtlicher Schwenk in der ptolemäischen Außenpolitik, die nun auf einen Ausgleich mit Antiochos III. ausgerichtet wurde, weil die Römer wahrscheinlich zu lange nicht auf die ägyptischen Hilfsersuchen gehört hatten.
Im Winter 194/193 v. Chr. wurde sodann die Ehe zwischen dem ägyptischen König und Kleopatra I. zu Raphia geschlossen. Dort hatte Antiochos III. 217 v. Chr. eine schwere Niederlage gegen Ptolemaios IV. einstecken müssen und wollte daher durch die Wahl des gleichen Ortes für die Heirat seiner Tochter mit dem folgenden Ptolemäerkönig die nun veränderten Stärkeverhältnisse demonstrieren. Die Ehepartner waren noch Jugendliche, da Ptolemaios V. damals erst etwa 16 Jahre und seine Gattin Kleopatra I. etwa 10 Jahre alt war.
Angeblich enthielt der Ehevertrag eine Klausel, nach der Kleopatra I. Koilesyrien als Mitgift in die Ehe eingebracht habe; dies wurde zumindest später von ptolemäischer Seite behauptet. Dabei konnte es sich höchstens um ein nicht eingehaltenes Versprechen des Antiochos III. gehandelt haben, weil Koilesyrien seit seinem Sieg über die Ägypter bei Panion (198 v. Chr.) ständig in seleukidischem Besitz verblieb. Fälschlicherweise berichten die antiken Autoren Appian und Josephus, dass Koilesyrien tatsächlich in ägyptischen Besitz übergegangen wäre. Auch dass sich die Könige (gemeint sind wahrscheinlich Ptolemaios V. und seine Gattin, nicht der ägyptische und seleukidische Herrscher) die in den abgetretenen Provinzen eingehobenen Steuern geteilt hätten, dürfte unhistorisch sein.
Dass Palästina nach der Schlacht bei Panion an die Seleukiden fiel, wird auch von der älteren jüdischen Überlieferung im Alten Testament berichtet, nicht jedoch, dass die eroberten Provinzen als Mitgift von Kleopatra I. wieder in ägyptischen Besitz zurückkehrten. Dafür behauptet diese Tradition, dass Antiochos III. durch die Verheiratung seiner Tochter mit dem ägyptischen König dessen Untergang habe bewirken wollen, doch habe Kleopatra I. nicht gemäß den Wünschen ihres Vaters gehandelt und so seien dessen ehrgeizige Absichten gescheitert. Wahrscheinlich kam diese Meinung auf, als die Juden während der Regierungszeit des Antiochos IV. zunehmend feindseliger gegenüber den Seleukiden eingestellt waren. Appian gibt als Grund für das Eheprojekt an, dass Antiochos III. auf eine ägyptische Neutralität im Falle seiner sich abzeichnenden Konfrontation mit der römischen Weltmacht gehofft habe.

## Titel und Ehrungen als Königsgemahlin

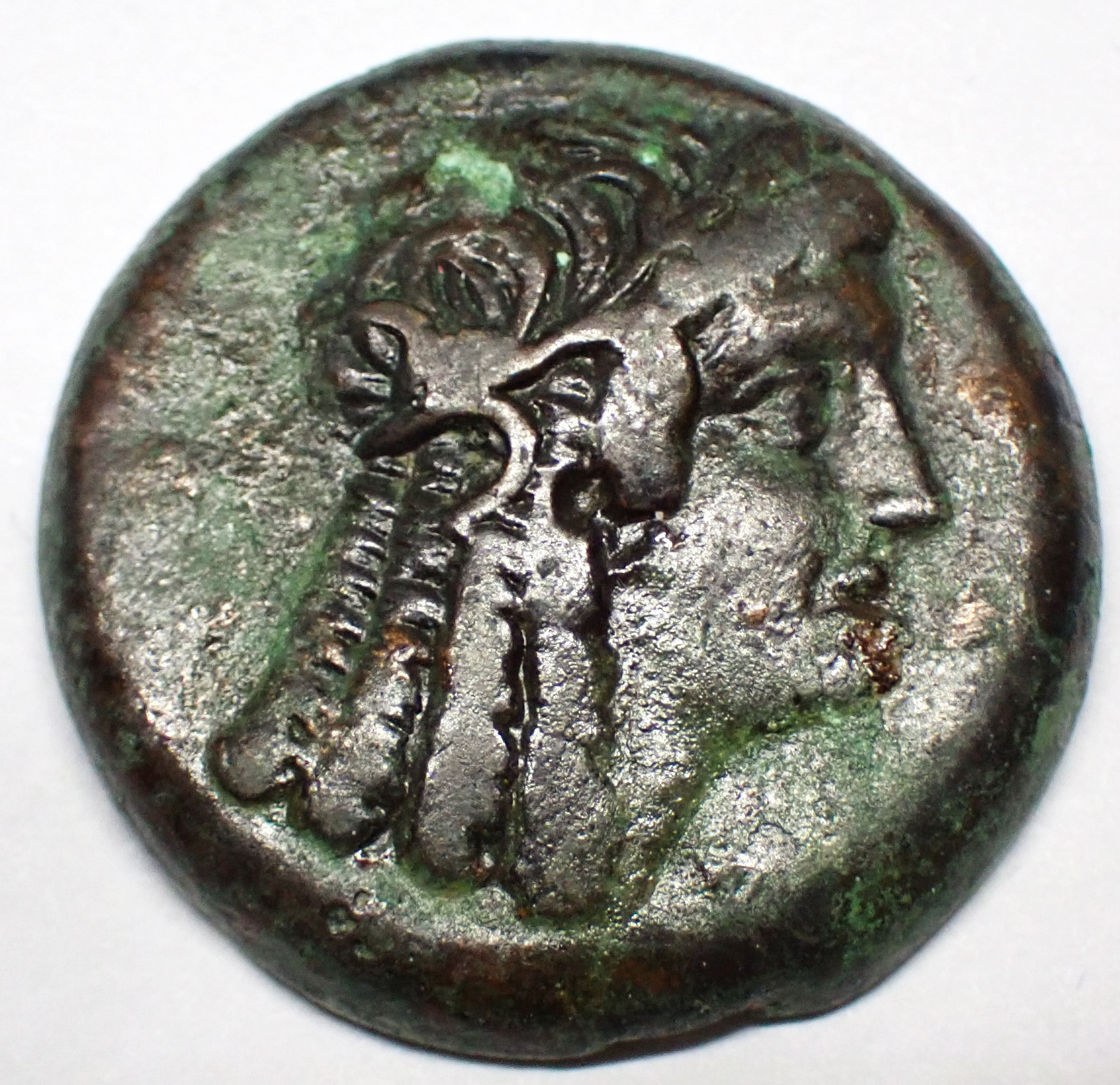
Kleopatra I. als Isis auf Münze des Ptolemaios V. Epiphanes, Szaivert/Sear 8061

Kleopatra I. wurde von den Alexandrinern eher nicht wohlmeinend die Syrerin genannt. Seit ihrer Hochzeit wurde sie in den ptolemäischen Königskult eingeschlossen und entsprechend mit ihrem Gemahl als theoí Epiphaneis oder Epiphaneis kai Eucharistoi verehrt, wie anhand von Urkunden schon für ihr erstes Ehejahr nachgewiesen werden konnte. Auch in Weihungen des Königspaares selbst wurde sie mit diesen Kulttiteln versehen, etwa in einer Bauinschrift des von Ptolemaios V. und seiner Gattin gestifteten Imhoteptempels in Philai. Dass sie in manchen Inschriften als Schwester des Königs bezeichnet wird, steht in altägyptischer Tradition und sollte ihr gutes Einvernehmen mit ihrem Gatten ausdrücken.
186 v. Chr. und im folgenden Jahr beschlossen zwei zu Alexandria bzw. zu Memphis tagende Priestersynoden in den beiden sogenannten Philensis-Dekreten – die in die Wand des Geburtshauses von Philai in hieroglyphischer und demotischer Sprache eingraviert wurden – Ehrungen für das Königspaar. Schon 186 v. Chr. wurde Kleopatra I. von den Priestern in die Ehrungen mit eingeschlossen. In Memphis gestand dann 185 v. Chr. eine Priestersynode alle 10 Jahre zuvor auf dem Stein von Rosette für den ägyptischen König beschlossenen Ehrungen auch seiner Gattin zu. Damit wurde sie ihm kultisch gleichgestellt. Im Philensis-Dekret wird Kleopatra I. anschließend an ihre Namenskartusche hieroglyphisch als Erschienene Göttin bezeichnet; dieser Kulttitel ist vom griechischen theá Epiphanes abgeleitet. Laut einem Zeugnis aus Edfu bekam sie auch einen königlichen Horusnamen verliehen.

## Kinder
Aus der Ehe von Ptolemaios V. und Kleopatra I. gingen zwei Söhne und eine Tochter hervor. Ihr erstes Kind war der um 186 v. Chr. geborene Thronfolger Ptolemaios VI.; dann folgten zu nicht genau ermittelbaren Zeitpunkten die Geburten der Kleopatra II. und des Ptolemaios VIII.

## Regentin für Ptolemaios VI.
Als ihr Ehemann im September oder Oktober 180 v. Chr. starb, konnte Kleopatra I. erreichen, als Regentin und Vormund ihres minderjährigen Sohnes Ptolemaios VI. anerkannt zu werden. Diesen Sachverhalt kann man aus den Datierungen von Papyri erschließen, die in der Zeit von 179 bis 176 v. Chr. verfasst wurden, weil Kleopatra I. dort noch vor ihrem Sohn angeführt wird und außerdem den Kulttitel Thea Epiphanes (etwa: erschienene Göttin) trägt, ihr Sohn hingegen noch nicht als Theos (Gott) bezeichnet wird. Man weiß jedoch nicht, ob sie ihr verstorbener Gatte zur Regentin bestimmt hatte oder ob sie selbst die Macht an sich riss.
Sie war die erste Ptolemäerin, die als Vormund ihres königlichen Sohnes allein regierte und auch eigene Münzen prägte, auf denen ihr Name ebenfalls vor dem ihres Sohnes erscheint. Offenbar um die Rechtmäßigkeit ihrer Regentschaft und ihr gutes Verhältnis zu ihrem verstorbenen Gatten zu unterstreichen, ließ Kleopatra I. eine Münze mit dessen Bildnis emittieren. Auch dass sie Ptolemaios VI. kultisch verehren ließ, indem sie ihn den theoí Epiphaneís zugesellte, diente der Legitimation ihrer Herrschaft.
Kurz bevor Ptolemaios V. verstarb, hatte er noch Rüstungen für eine militärische Konfrontation gegen die Seleukiden betrieben, doch als Kleopatra I. die Macht übernahm, dürfte sie sofort diese kriegerischen, gegen ihren Bruder Seleukos IV. gerichteten Maßnahmen beendet haben. Der Titel eines in Ptolemais seit 178/177 v. Chr. nachgewiesenen Priesters von Kleopatra I. und ihres Sohns wurde zwischen dem 8. April und 17. Mai 176 v. Chr. so geändert, dass nun Ptolemaios VI. vor seiner Mutter genannt wurde, die dementsprechend zu diesem Zeitpunkt gestorben sein muss. Für sie wurde auch 165/164 v. Chr. (?) in Ptolemais eine eigene Priesterin der Kleopatra, der Mutter, der erschienenen Göttin eingesetzt.